# Château d'eau de Juhannuskukkula
Le château d'eau de Juhannuskukkula (en finnois : Juhannuskukkulan vesitorni) est un château d'eau construit dans le quartier de Pohjola à Turku en Finlande.

## Présentation
Le bâtiment est un bâtiment polyvalent, sous les réservoirs d'eau de 9 000 mètres cubes se trouvent des locaux de l'école professionnelle de Turku,.
La construction du bâtiment de l'école et du château d'eau s'est achevée en 1958, il a été construit en partie par des équipes municipales selon les plans de KS Sandelin.
La solution d'ingénierie structurelle consistait à incurver les parois en béton des réservoirs vers l'intérieur.
L'altitude du château d'eau est la même que celle du château d'eau d'Yliopistonmäki, soit 57 mètres.
Les domaines suivants sont étudiés dans le bâtiment de l'école de Juhannuskukkula:
- Électricité et automatisation
- Technologies de l'information et de la communication
- Médias
- Sécurité

## Galerie

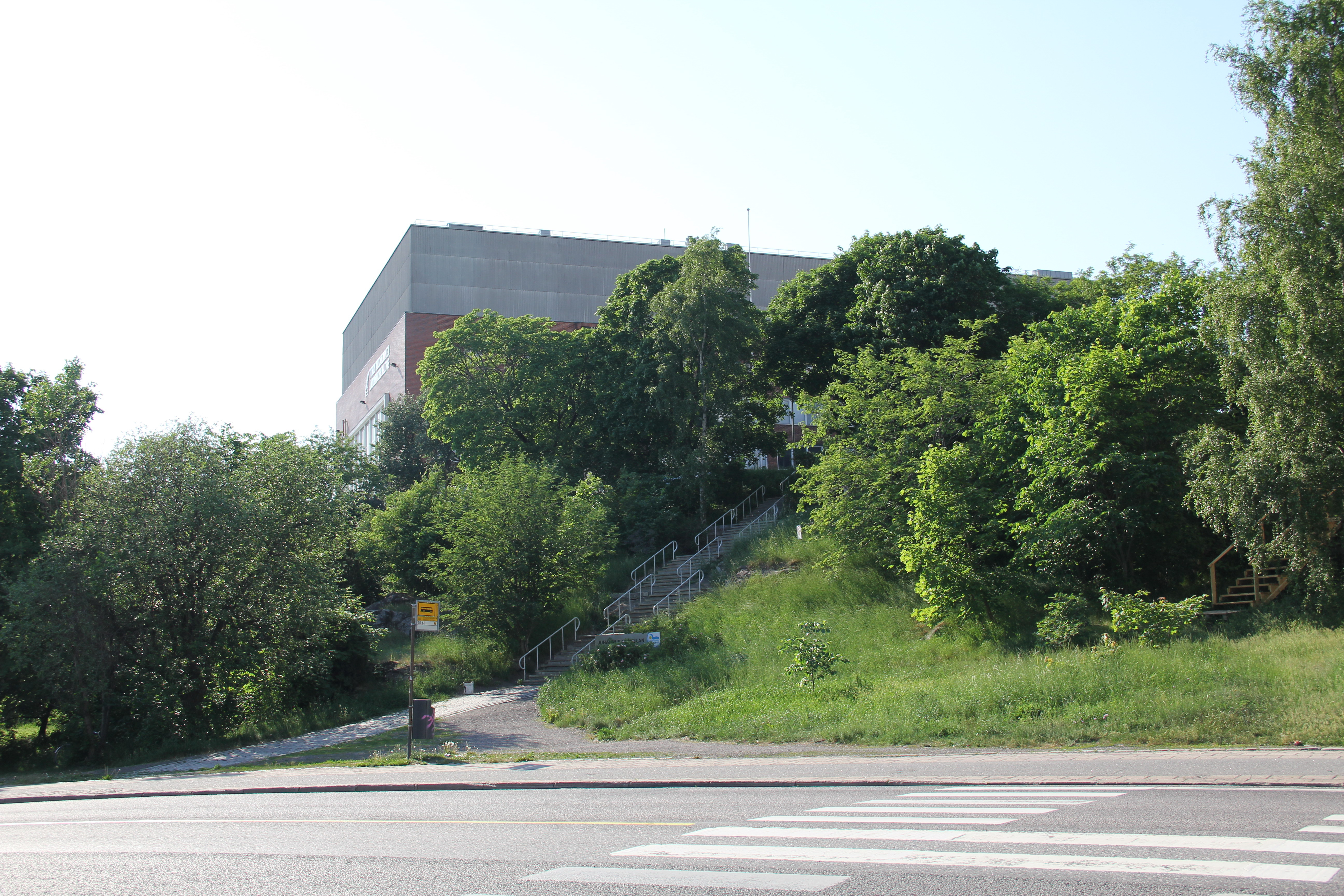
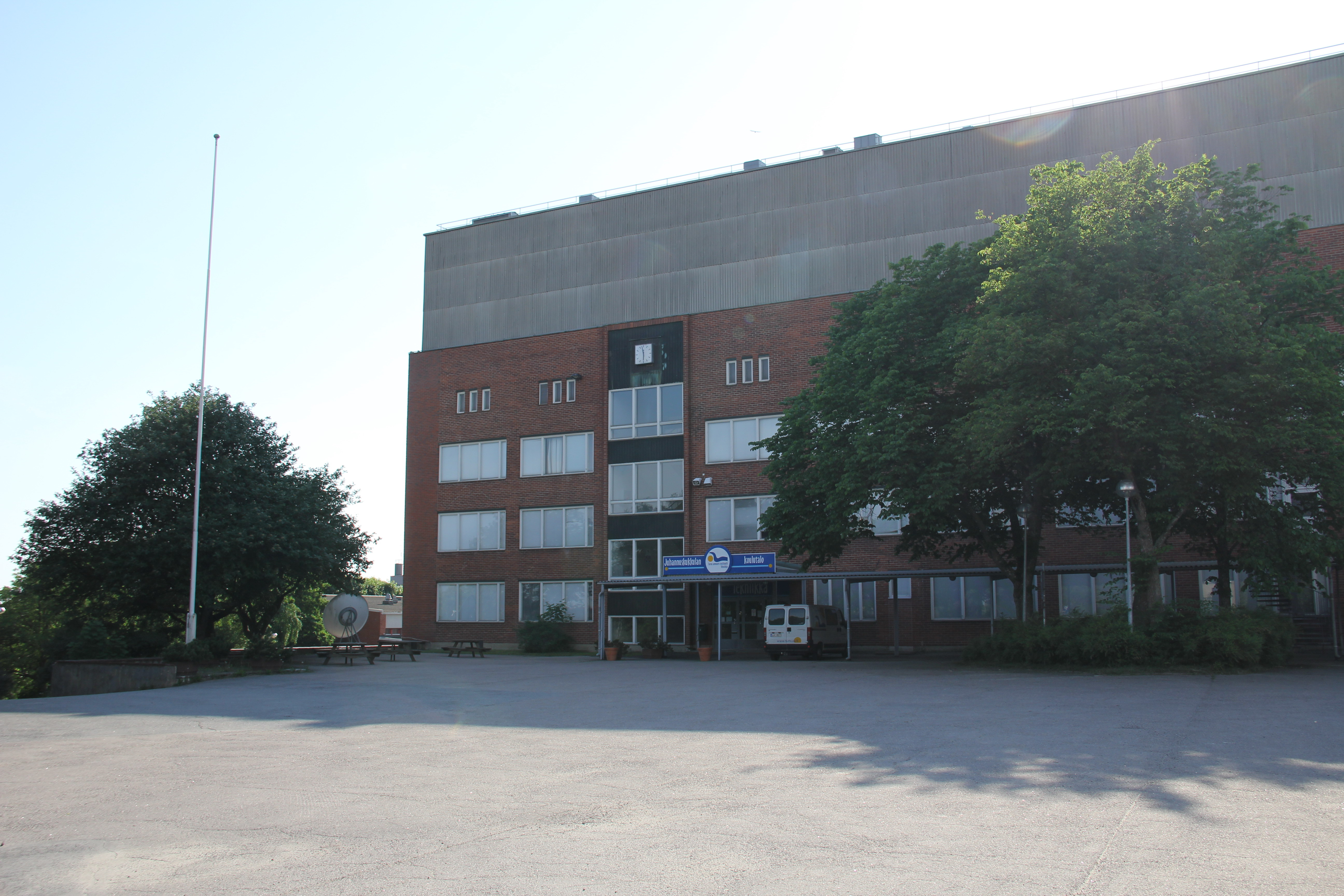
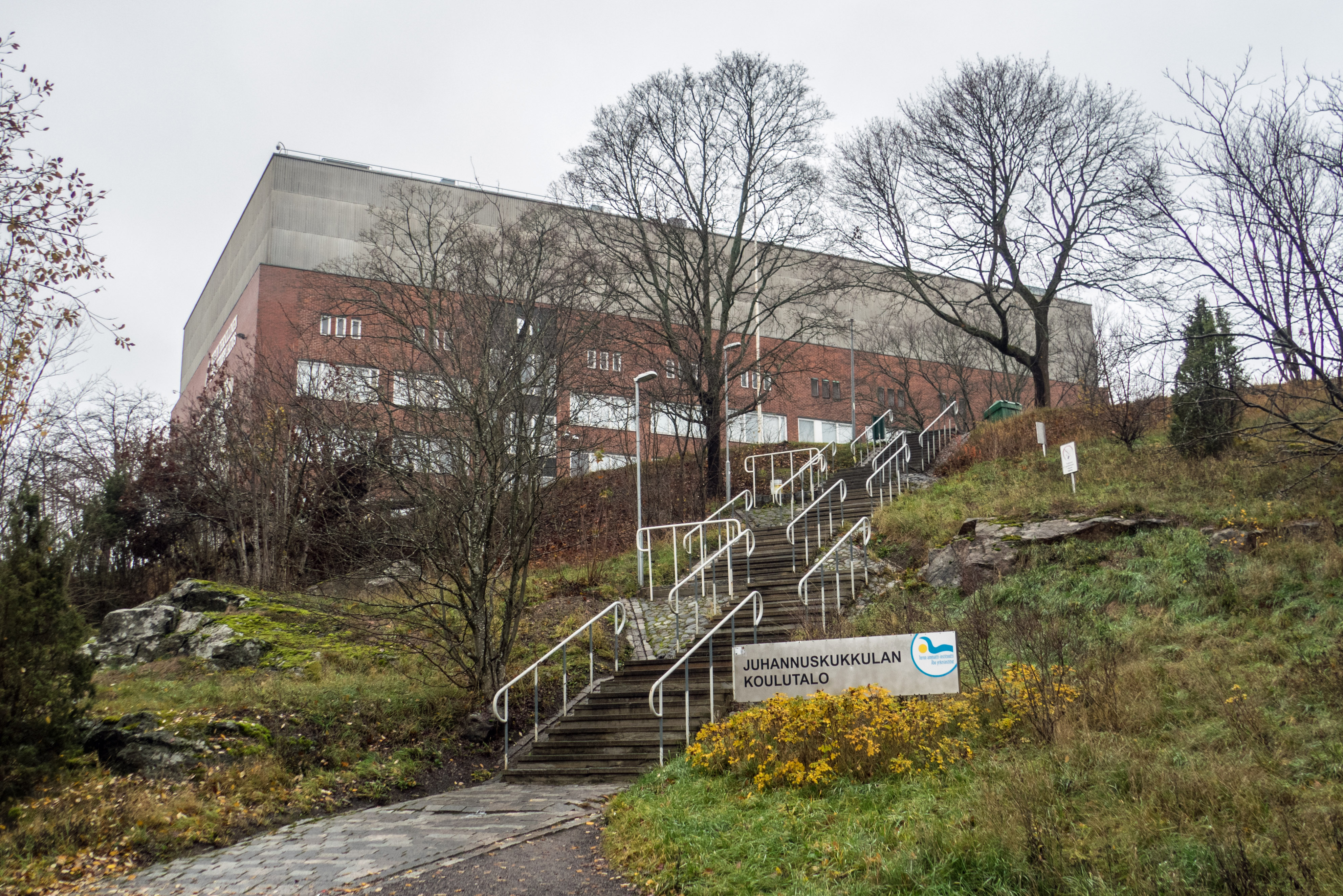